# Vasil Kolarov

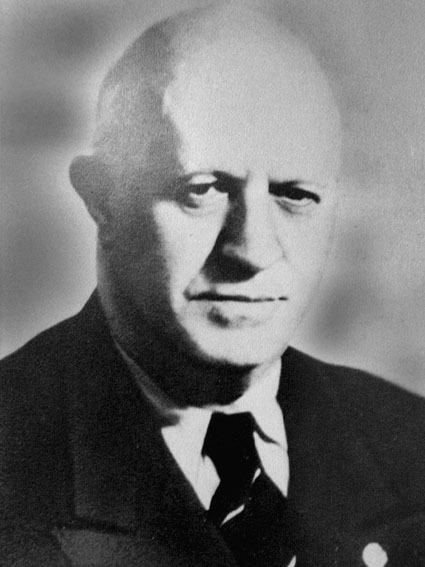
Vasil Kolarov

Vasil Petrov Kolarov (Bulgaars: Васил Петров Коларов) (Sjoemen, 16 juli 1877 – Sofia, 23 januari 1950) was premier van Bulgarije. 

## Levensloop
Kolarov werd geboren in de stad Sjoemen in oostelijk Bulgarije. Hij studeerde aan de Universiteit van Aix-en-Provence en daarna aan de Universiteit van Genève.
In 1897 werd hij lid van de Bulgaarse Sociaaldemocratische Partij. Later werd hij de leider van de zogenaamde 'Nauwe Socialisten' (bolsjewisten) binnen de Bulgaarse Sociaaldemocratische Partij. In 1913 werd hij in de volksvertegenwoordiging gekozen en in 1920 werd hij herkozen. In 1919 was hij medeoprichter van de Bulgaarse Communistische Partij (BKP) en in 1923 was hij betrokken bij een grote communistische opstand in Bulgarije. Toen deze opstand werd neergeslagen ging hij naar Moskou. In de Sovjet-Unie was hij werkzaam als astronoom. 
In 1944, na de bevrijding van Bulgarije door de Sovjet-Unie, keerde Kolarov naar Bulgarije terug en was van november 1945 tot oktober 1946 lid van de volksvertegenwoordiging. In september 1946 werd hij tot Voorlopig President gekozen (tot december 1947). In die functie benoemde hij de uit Rusland teruggekeerde Georgi Dimitrov, eveneens een communist en strijdmakker van Kolarov, tot minister-president. Na zijn aftreden als Voorlopig President werd Kolarov minister van buitenlandse zaken (1947-1949). Na het overlijden van Dimitrov werd Kolarov door de volksvertegenwoordiging tot premier gekozen (2 juli 1949) en werd hij eveneens tot secretaris van het centraal comité van de BKP gekozen. Wegens ziekte kon hij echter zijn ambten niet uitvoeren. Hij overleed op 23 januari 1950 in Sofia.
Na zijn dood werd zijn geboortestad Sjoemen naar Kolarov genoemd. Deze stad zou tot 1965 Kolarovgrad heten.
- Bibliothèque nationale de France: cb16584847b (data)
- Gemeinsame Normdatei: 118864505
- Historisch woordenboek van Zwitserland: 042945
- International Standard Name Identifier: 0000 0000 8206 9917
- Library of Congress Control Number: n83225002
- Nationale Bibliotheek van Tsjechië: xx0002354
- Nationale Bibliotheek van Israël: 987007431969305171
- Nationale Bibliotheek van Polen: a0000002644544
- Nederlandse Thesaurus van Auteursnamen: 070616612
- SNAC: w63z1mww
- Système universitaire de documentation: 07102431X
- Virtual International Authority File: 25400186
- WorldCat: E39PBJy8mJPYtCBY4VtB4bg7pP